# Lady Blackhawk
Lady Blackhawk, es un alias utilizado por tres personajes ficticios que aparecen en las historietas de la editorial DC Comics siendo personaje secundario de la serie Blackhawk. La primera, Zinda Blake, fue introducida por DC Comics en 1959 en la revista Blackhawk, y la segunda, Natalie Reed, que apareció en la misma revista en 1988. Y la tercera mujer en llevar dicho título, y aún sin revelar su identidad, quien debutó recientemente en un título recientemente iniciado para DC Comics en 2011. Los tres personajes fueron aviatrices y soldados.
En el caso de Reed no ha aparecido desde el One-shot especial surgido en 1992, mientras que Blake, recientemente, fue un personaje recurrente en los primeros dos volúmenes de Birds of Prey entre 2004 y 2011. La tercera Blackhawk apenas apareció en el primer número de la actual serie de Blackhawks en curso.

## Biografías de los Personajes

### Lady Blackhawk I (Zinda Blake) - Pre Crisis y Post-Crisis
En la continuidad Pre-crisis, Zinda Blake, decidida a convertirse en la primera mujer miembro de la famosa unidad militar de la Segunda Guerra Mundial conocida como los Blackhawks, se entrenó a sí misma en el manejo de una amplia gama de aviones modernos y se volvió una experta en varias formas de combate y armamento. Su primer intento de unirse al grupo fue cuando ayudó a rescatar a un miembro de un moderno pirata llamado Scavenger. A pesar de su valiosa ayuda, a Zinda se le dijo que el código de los Blackhawk les prohibía a una mujer unirse al equipo. Sin embargo, después de rescatar a todo el equipo Blackhawk de Scavenger, Zinda se convirtió en un miembro honorario del equipo. Después de una serie de aventuras con los Blackhawks, Zinda se convirtió en la víctima del villano nazi llamado Killer Shark (Tiburón asesino) quien usó una poción química para lavarle el cerebro, lo que la obligó a tomar la identidad disfrazada de Queen Killer Shark. Zinda luchó contra su antiguos compañeros en varias ocasiones antes de que fuera liberada de los efectos de la poción. Perdida en el tiempo debido a los efectos de distorsión de tiempo de Hora Cero, Zinda se encuentra ahora en el presente en la continuidad de DC. Durante Hora Cero, Zinda se hace amiga de Guy Gardner y otros héroes, incluyendo a una Batgirl de otra dimensión. Tienen varias aventuras en distintos periodos de tiempo, tales como el Salvaje Oeste. En última instancia, el pequeño grupo se separa por los acontecimientos de este evento y ella aparece al lado de Guy Gardner. Zinda es inmediatamente aceptada por Guy y ayuda a su equipo improvisado contra supervillanos, a menudo actúa como un piloto. Los compañeros Zinda incluyen a Arisia, quien es un ex Linterna Verde, Wargo Buck, un aventurero millonario y 'Tiger-Man', un ser medio-tigre, mitad hombre. En 2004 comenzó Zinda su servicio como piloto del equipo en Birds of Prey. Oracle recluta a Zinda Blake como cuarto miembro del equipo. Zinda participa en una misión donde ve como la heroína fallecida Hielo volvió de nuevo a la vida liberándose de la influencia mental de un general ruso asesino. Blake estableció una estrecha amistad con Big Barda, después de que ella se unió a las aves de presa. Tras la muerte de Barda en la muerte de los Nuevos Dioses, Blake viaja por todo el país a fin de colocar la fotografía de Barda en un muro de honor en un bar cerca de la Base Aérea Edwards en California, la pared presenta fotografías de Blake con sus colegas ya fallecidos de los Blackhawks (Birds of Prey # 112). Zinda es una piloto capaz de manejar con facilidad cualquier tipo de aeronave. Ella es una tiradora experta en el uso de una variedad de armas y posee tiene habilidades superiores en combate mano a mano. Blake sigue llevando su propia versión del uniforme de los Blackhawks en Birds of Prey, que consiste en una túnica azul, gorra militar, minifalda y botas con volantes. Natalie Reed es la segunda mujer en ser conocida como Lady Blackhawk, sin embargo, en Military Comics #20 (Julio 1943) una mujer que intenta convertirse en la primera mujer miembro de los Blackhawks, se comporta como Zinda Blake, aunque ella no divulga su nombre y nunca se llama a sí misma Lady Blackhawk. Ella llega hasta la Isla Blackhawk y se declara parte del equipo y ayuda a los Blackhawks en una misión tras las líneas alemanas. Lady Blackhawk I aparece por primera vez en Blackhawk # 133 (febrero 1959) y es creada por Jack Schiff y Dick Dillin.

### Lady Blackhawk II (Natalie Reed) - Post-Crisis
Natalie Reed (nombre verdadero Natalie Gurdin) es la segunda mujer en ser conocida como Lady Blackhawk. Nacida en Brooklyn, Natalie era la hija de Benjamín y Lucille Gurdin, miembros del Partido Comunista. Natalie participó y ganó el concurso de belleza de 1937 llamado "Miss Unión de Jóvenes Comunistas". El título desató una carrera como modelo de corta duración y un papel en la película de bajo presupuesto de 1938 llamada Gun Molls in Trouble. Gurdin cambió su nombre por el de Reed en ese momento, en honor de John Reed, periodista estadounidense comunista que vivió durante largos períodos de tiempo (y murió) en la Unión Soviética. Natalie emigró a Rusia en 1940 para vivir y estudiar. Natalie se convirtió en una experta en ingeniería aeronáutica y fue diseñador en jefe de la Fábrica de San Valentín-Prendergast de aviones. Reed conoció a los Blackhawks cuando estos solicitaron su contribución al diseño y producción de modificación del avión Grumman XF5F-1. Más tarde, mientras trabajaba con la inteligencia soviética, ayudó a los Blackhawks a derrotar a Death Mayhew en su plan para destruir Manhattan. Durante este período Natalie Reed fue apodada "Lady Blackhawk" por la prensa de EE. UU. Aparte de la publicidad de varios viajes y la reanudación de su breve carrera como modelo, poco se sabe de la vida de la señorita Reed en la posguerra. Ella se empleó brevemente en Blackhawk Airways en Singapur en 1947, pero se perdió de vista al poco tiempo. En 1948 Natalie Reed resurgió en Nueva York, como la autor de un cómic sobre los Blackhawks. Ella fue acusada de trabajar bajo doctrinas comunistas en sus guiones, pero fue absuelta de este cargo. Poco se sabe sobre el accidente que le costó un ojo. Todos los archivos que contienen información sobre Natalie Gurdin Reed son clasificados y su paradero actual es desconocido. Reed tuvo un hijo con un Blackhawk, Ritter Hendrickson. Hendricksen se perdió en una explosión de helicóptero en la primavera de 1948 poco después de descubrir que él era el padre del hijo de Natalia, Jimmy (nacido en 1945; Blackhawk Anual # 1). Jimmy se unió al Escuadrón Blackhawk cuando se convirtió en adulto joven, sirviendo primero con el personal de tierra (hasta 1963) y finalmente, como un piloto. Como resultado de las luchas internas en la década de 1950 dentro de las filas de lo que se convirtió en la CIA, Reed fue alterada quirúrgicamente y obligada a asumir la identidad de Constanza Darabont. Natalie Reed es la segunda mujer en ser conocida como Lady Blackhawk aunque por medio del retcon se estableció como la primera dama Blackhawk en la línea de tiempo DCU. La primera aparición de Lady Blackhawk II es en Blackhawk (vol. 5) # 1 (marzo de 1988) y es creada por Howard Chaykin.

### Lady Blackhawk de las Nuevas 52 Series
Una nueva Lady Blackhawk debutó recientemente en septiembre de 2011 en el nuevo vólumen de los Blackhawks # 1 como parte del relanzamiento de 52 nuevas series de DC . Poco se ha revelado acerca de su identidad por ahora.

## Poderes y habilidades
Aunque realmente no posee ningún poder las dos primeras Ladies Blackhawks, Zinda y Natalie son pilotos de combate, capaces de manejar fácilmente cualquier tipo de aeronave. Son excelentes tiradoras, expertas en el uso de una variedad de armas, y tienen excelentes capacidades superiores en el combate cuerpo a cuerpo.

## Otras versiones

### Flashpoint
En el mundo alternativo de Flashpoint, Zinda Blake fue miembro del Equipo 7, una unidad élite de soldados guerreros formado por Grifter. Zinda y la mayoría de sus compañeros de equipo fueron muertos en última instancia, durante un ataque frustrado en un yihadista en un campo de entrenamiento.

### Batman: Brave and the Bold
Un equipo jetpack de muejres resistentes entrenadas como mujeres soldados conocidos colectivamente como las Ladies Blackhawks aparecen en la edición # 21 de Batman: The Brave and the Bold siendo el cómic un tie-in. Cada miembro del equipo es mostrado usando el mismo equipo que Zinda Blake.

## En otros medios

### Televisión
Es visible un Uniforme distintivo de Lady Blackhawk que aparece en una vitrinadel episodio de la serie animada de la Liga de la Justicia Ilimitada en el episodio, "Yo Soy Legión".